# Breidtersteegsmühle
Die Breidtersteegsmühle ist eine Wassermühle und ein Wohnplatz, der zur Stadt Lohmar im Rhein-Sieg-Kreis in Nordrhein-Westfalen gehört.

## Geographie
Die Breidtersteegsmühle liegt im Osten des Stadtgebiets von Lohmar. Umliegende Ortschaften und Weiler sind Breidt im Norden und Nordosten, Deesem und Krahwinkel im Nordosten, Krahwinkel im Osten, Winkel und Schlade, Hove, Birkhof, Hagen und Bich im Südosten, Birk im Süden, Inger und Fischburg im Südwesten, Geber im Westen und Nordwesten sowie Kreuzhäuschen und Grimberg im Nordwesten.
Die Breidtersteegsmühle liegt an der Bundesstraße 507.
Ein namenloser orographisch rechter Nebenfluss des Jabachs fließt im Osten an Breidtersteegsmühle entlang. Der Jabach fließt im Süden der Breidtersteegsmühle entlang.

## Geschichte
Die Breidtersteegsmühle wurde um 1835 mit Genehmigung der königlichen Regierung zu Köln errichtet. In der Genehmigungsurkunde wurde der Jabach noch „Wäschbach“ genannt. Den Namen hat die Mühle von einem früheren Steg über den Jabach, den die Einwohner von Breidt und den umliegenden Ortschaften beim Kirchgang benutzten.
Bis 1969 gehörte Breidtersteegsmühle zu der bis dahin eigenständigen Gemeinde Breidt.